# Yūsuke Yamamoto
Yūsuke Yamamoto (山本 裕典 Yamamoto Yùsuke?,  Toyokawa, Prefectura de Aichi, Japón, 19 de enero de 1988) es un actor y modelo japonés. Su papel debut fue como Tsurugi Kamishiro, a.k. Kamen Rider Sasword, en Kamen Rider Kabuto.

## Filmografía

### Televisión
| Año  | Título                                          | Personajes                            | Otras notas   |
| ---- | ----------------------------------------------- | ------------------------------------- | ------------- |
| 2006 | Kamen Rider Kabuto                              | Kamishiro Tsurugi/Kamen Rider Sasword |               |
| 2007 | Himitsu no Hanazono                             | Tachikawa Takumi                      |               |
| 2007 | Puzzle                                          | Iikawa                                |               |
| 2007 | Oniyome Nikki 2                                 | Neighbor                              |               |
| 2007 | My Fair Boy!                                    | Yuichi                                |               |
| 2007 | Hanazakari no Kimitachi e                       | Kayashima Taiki                       |               |
| 2007 | Iryu 2                                          | Guest                                 | Episodios 2-3 |
| 2008 | Puzzle                                          | Imamura Shinichi                      |               |
| 2008 | Taiyō to Umi no Kyōshitsu                       | Kawabe Eiji                           |               |
| 2008 | Odaiba Tantei Shuchishin Hexagon Satsujin Jiken | Guest                                 |               |
| 2008 | Hanazakari no Kimitachi e SP                    | Kayashima Taiki                       |               |
| 2008 | RESCUE                                          | Fudou Masashi                         |               |
| 2009 | Atashinchi no Danshi                            | Ookura Masaru                         |               |
| 2009 | Ninkyo Helper                                   | Izumi Reiji                           |               |
| 2009 | Shaken Baby!                                    | Odagaki Hiroshi                       |               |
| 2010 | Rinne no Ame                                    | Mikami Kohei                          |               |
| 2010 | Sotsu Uta                                       | Miki Yasuki                           | Episodio 3    |
| 2010 | Tumbling                                        | Azuma Wataru                          |               |
| 2011 | Ouran High School Host Club                     | Tamaki Suoh                           |               |
| 2011 | Aji Ichimonme 2011 Special                      | Adachi Shintaro                       |               |
| 2011 | Ninkyo Helper SP                                | Izumi Reiji                           |               |
| 2011 | Ninja Kids!!!                                   | Suzutakano Yoshiro                    |               |
| 2011 | Nankyoku Tairiku                                | Inuzuka Natsuo                        |               |
| 2012 | Great Teacher Onizuka                           | Toshiyuki Saejima                     |               |
| 2012 | Mou Ichido Kimi ni, Propose                     | Tanimura Yuki                         |               |
| 2012 | Great Teacher Onizuka SP                        | Toshiyuki Saejima                     |               |
| 2013 | Great Teacher Onizuka New Year's SP             | Toshiyuki Saejima                     |               |
| 2013 | Unfair: Double Meaning ~ Yes or No?             | Manabu Ozone                          |               |
| 2013 | Apoyan                                          | Edamoto Hisao                         |               |
| 2013 | Aji Ichimonme 2013 Special                      | Adachi Shintaro                       |               |
| 2013 | Last Cinderella                                 | Masaomi                               | Episodios 6-7 |
| 2013 | Yamadakun to 7nin no majo                       | Yamada Ryu                            |               |
| 2013 | Great Teacher Onizuka Graduate SP               | Toshiyuki Saejima                     |               |
| 2014 | SMOKING GUN                                     | Tasaka Masaru                         | Episodios 6-7 |
| 2014 | Great Teacher Onizuka In Taiwan                 | Toshiyuki Saejima                     |               |
| 2014 | Great Teacher Onizuka 2                         | Toshiyuki Saejima                     |               |
| 2015 | Itsutsu Boshi Tourist                           | Satake Ichiro                         |               |

### Cine
| Año  | Título                             | Personajes          | Otras notas |
| ---- | ---------------------------------- | ------------------- | ----------- |
| 2006 | Kamen Rider Kabuto: God Speed Love | Kamen Rider Sasword | Voz         |
| 2008 | Handsome Suit                      | Osawa Yuki          |             |
| 2009 | Chasing My Girl                    |                     |             |
| 2009 | MW / M.W.                          | Mizobata            |             |
| 2009 | ROOKIES ~Sotsugyo~                 | Akahoshi Shoji      |             |
| 2010 | Police Dog Dream                   | Wataru Tashiro      |             |
| 2011 | Paradise Kiss                      | Tokumori Hiroyuki   |             |
| 2012 | Ouran High School Host Club        | Tamaki Suoh         |             |
| 2012 | Sadako 3D                          | Seiji Kashiwada     | [ 3 ]       |